# سسیلیا (قدیس)
سسیلیا، شهره به شهید، باکرهٔ رومی و قدیس حامی موسیقی و نوازندگان بود که در کلیساهای کاتولیک، ارتدوکس، انگلیکان و برخی از کلیساهای لوتری مانند کلیسای سوئد مورد احترام است.
روایت است که وقتی نوازندگان در عروسی او می‌نواختند، سیسیلیا در قلب خود برای خداوند آواز می‌خواند. روز ۲۲ نوامبر به جشن و بزرگداشت او اختصاص داده شده و شعرها و تصنیفهای موسیقایی برای وی خوانده و تقدیم می‌شود.
نام سیسیلیا یکی از چندین شهید باکره است که در قانون مذهبی کلیسای لاتین ذکر شده‌است. اعتقاد بر این است که کلیسای سانتا چِچیلیا در تراسته‌وره، که در قرن سوم توسط پاپ اوربان اول تأسیس شد، در محل خانه‌ای است که او در آن زندگی کرد و در آن نیز درگذشت.

## زندگی
اعتقاد کلی بر این است که سسیلیا یک نجیب‌زاده رومی بود که به همراه شوهرش والرین، برادرش تیبورتیوس و یک سرباز رومی به نام ماکسیموس در حدود سال ۲۳۰ در زمان امپراتور الکساندر سوروس به شهادت رسید.
با این حال، جووانی باتیستا د روسی، با استناد به روایت ونانتیوس فورتوناتوس، اسقف پواتیه (متوفی ۶۰۰)، استدلال می‌کند که سسیلیا در سیسیل در زمان امپراتور مارکوس آئورلیوس بین سال‌های ۱۷۶ تا ۱۸۰کشته شد.
طبق روایت‌های شفاهی و مکتوب، پدر و مادر وی علیرغم عهد باکرگی، او را مجبور کردند با یک نجیب‌زاده بت‌پرست به نام والرین ازدواج کند. سیسیلیا در مراسم عروسی جدا از والرین نشست و در دل برای خدا آواز می‌خواند و به همین دلیل بعدها به عنوان قدیس نوازندگان معرفی شد. وقتی زمان پایان مراسم عروسی فرا رسید، سیسیلیا به والرین گفت که فرشته‌ای نگهبان اوست که اگر به او نزدیک شود او را مجازات می‌کند، اما اگر به باکرگی سسیلیا احترام بگذارد او را دوست خواهد داشت. وقتی والرین از او خواست که فرشته را ببیند، سیسیلیا پاسخ داد که اگر به خانه‌ای در جاده آپیا برود و توسط پاپ اوربان اول غسل تعمید شود، می‌تواند فرشته را ببیند. پس از پیروی والرین از این توصیه وی فرشته را دید که در کنار او ایستاده و حلقه‌ای از گل‌های رز و نیلوفر آبی به تن دارد.

## روایت‌ها

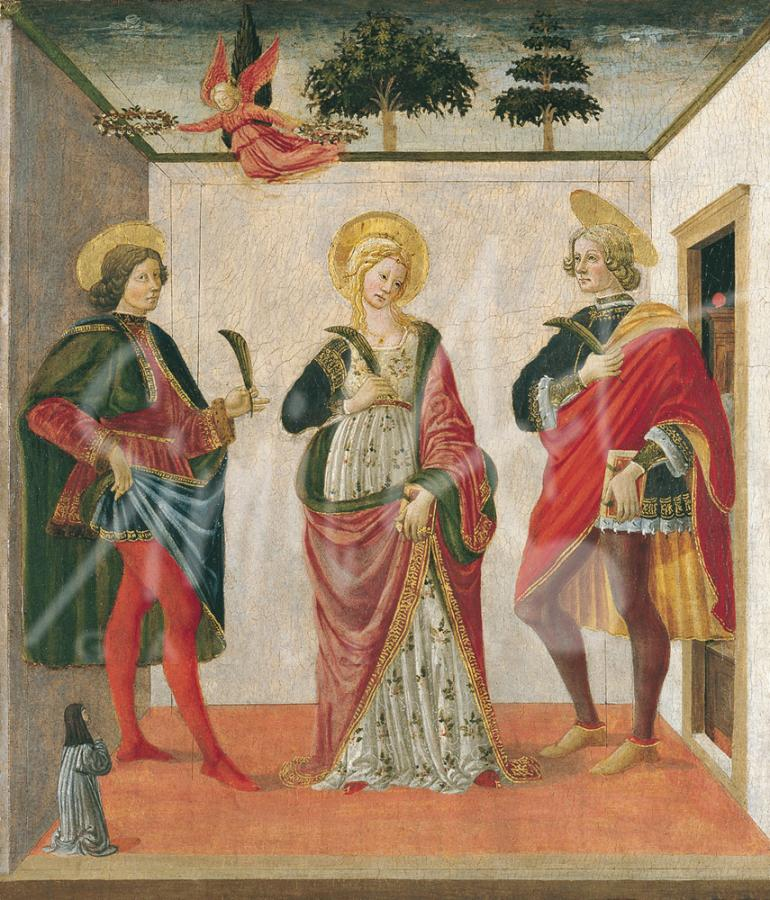
سیسیلیا والرین تیبورتیوس

گفته می‌شود که شهادت سیسیلیا به دنبال شهادت شوهرش والرین و برادرش به دست فرماندار تورسیوس آلماچیوس رخ داد.
افسانه مرگ سیسیلیا می‌گوید که پس از اصابت سه ضربه چاقو به گردنش، او سه روز زنده ماند و از پاپ خواست تا خانه‌اش را به کلیسا تبدیل کند.
سسیلیا در دخمه‌های کالیکستوس به خاک سپرده شد و بعداً به کلیسای سانتا چچیلیا در تراسته‌وره منتقل شد. در سال ۱۵۹۹، بدن او که هنوز در حال پوسیدگی بود، به نظر می‌رسید که در خواب است.
سسیلیا یکی از مشهورترین شهدای رومی است، اگرچه برخی از عناصر داستانی که در مورد او گفته می‌شود در منبع اصلی وجود ندارد. به گفته یوهان پیتر کیرش، وجود شهید یک واقعیت تاریخی است. در عین حال، برخی جزئیات، مانند بسیاری دیگر از گزارش‌های مشابه که در قرن پنجم و ششم گردآوری شده‌اند، حکایت از یک عاشقانه پارسا دارد. رابطه سیسیلیا و والرین، تیبورتیوس و ماکسیموس که در اعمال شهدا ذکر شده مبنای تاریخی دارد. روز جشن او از قرن چهارم برگزار می‌شود. اولین جشنواره موسیقی به افتخار او در اورو در نرماندی در سال ۱۵۷۰ برگزار شد.
سیسیلیا نماد مرکزی موسیقی در عبادت است. مراسم بزرگداشت سسیلیا در ۲۲ نوامبر در کلیسای انگلستان و در تقویم مذهبی کلیسای اسقفی آنیزه مقدس در ۲۱ ژانویه گرامی داشته می‌شود.

## نگارخانه

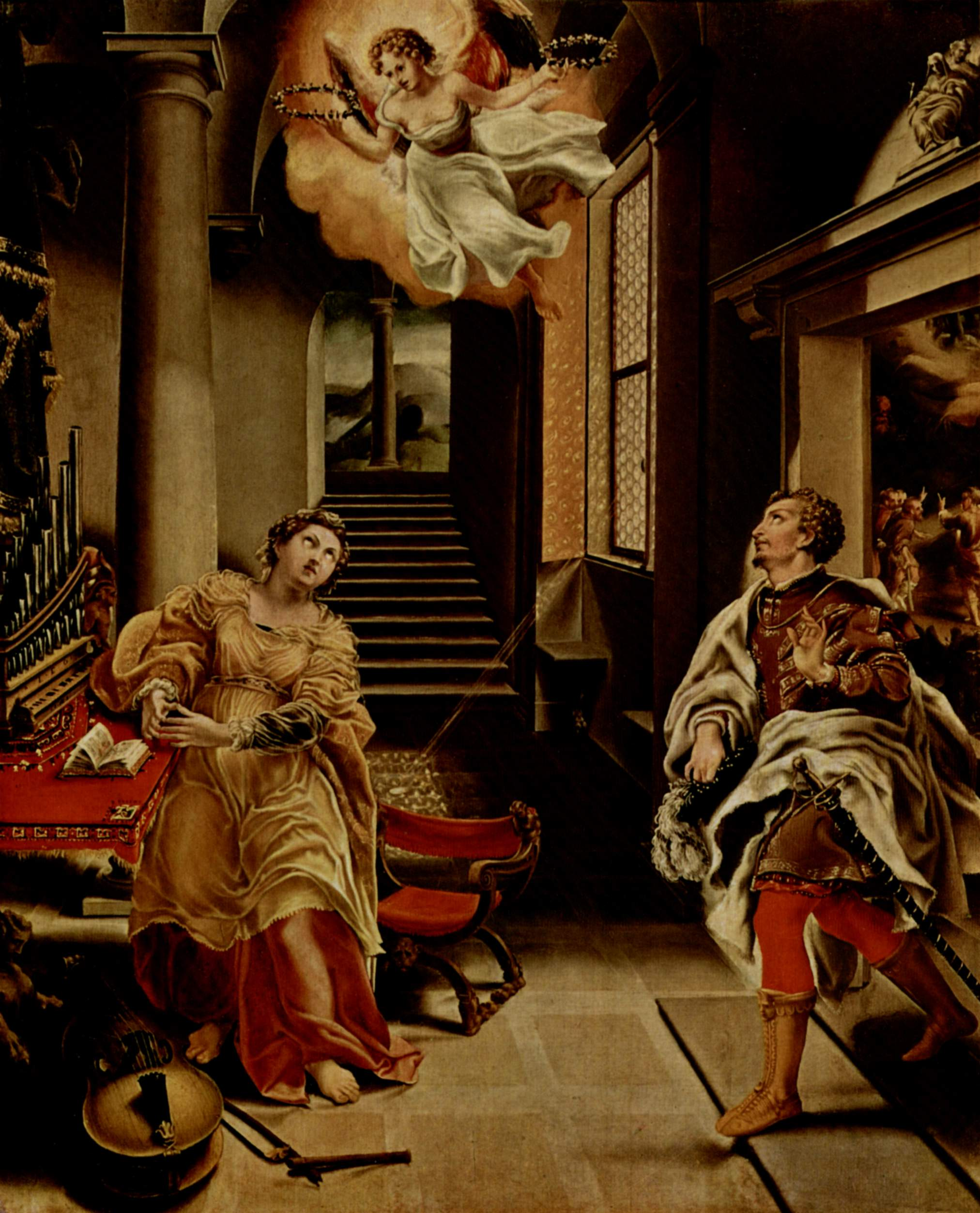
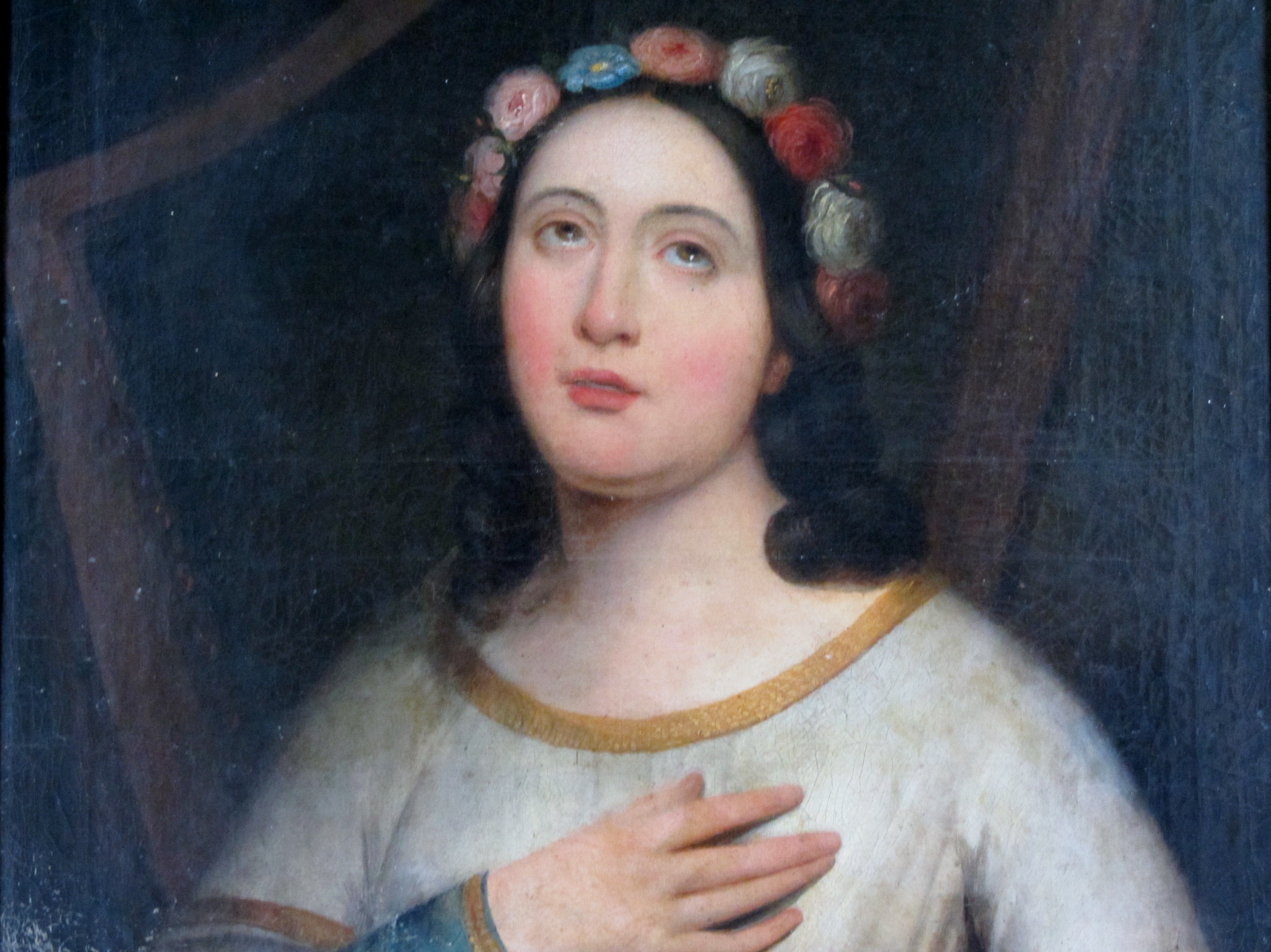
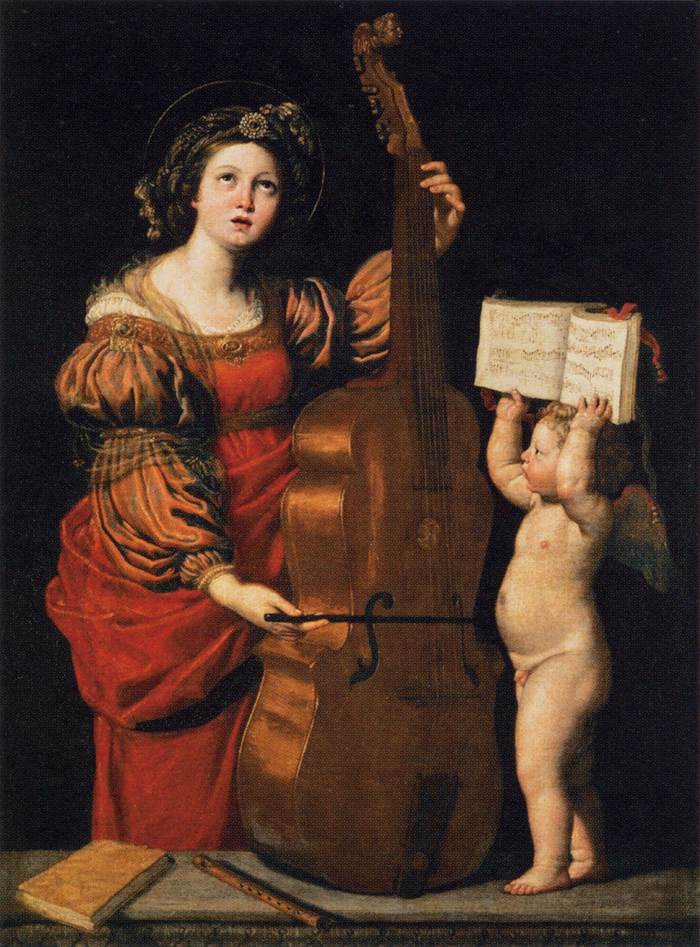
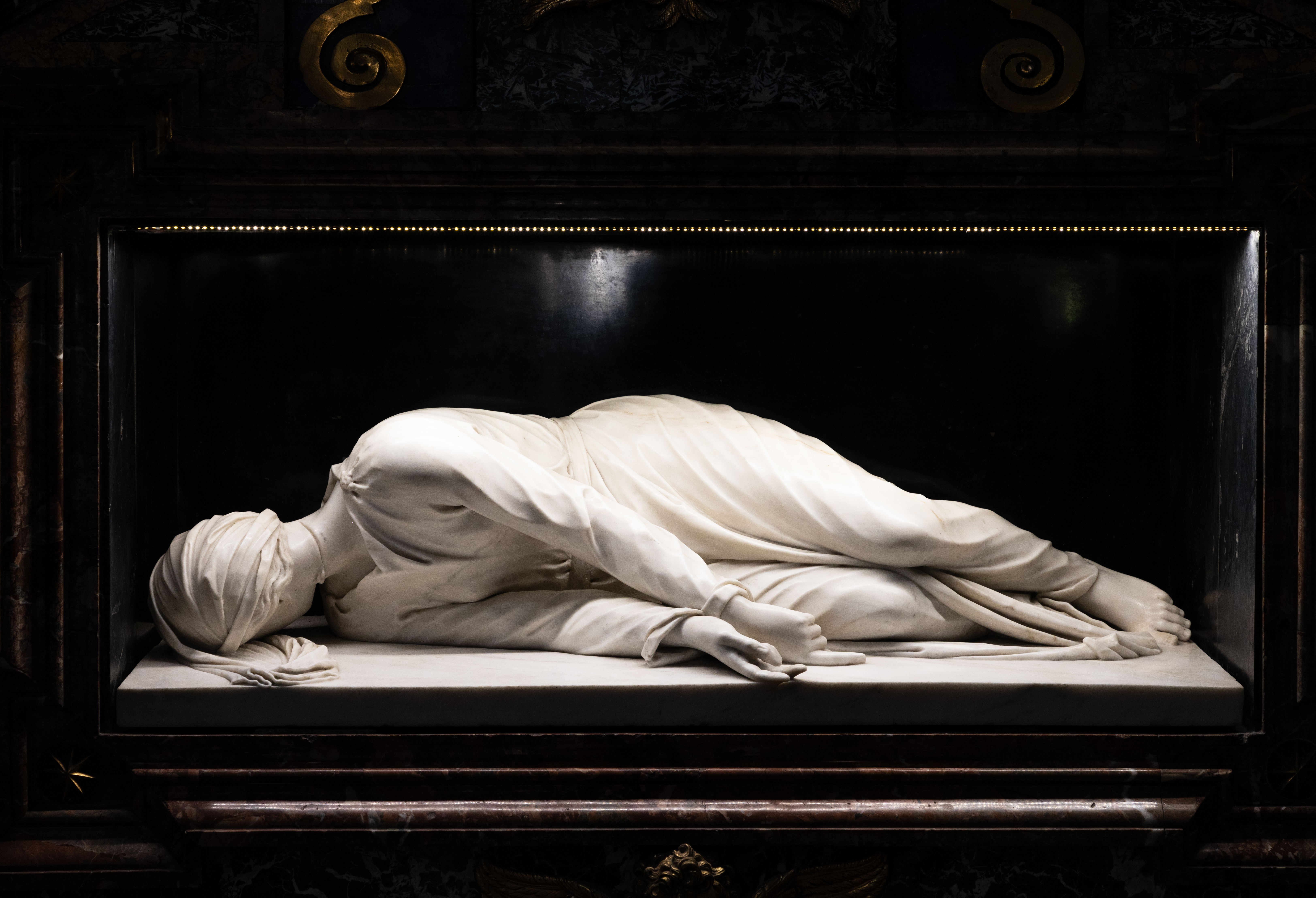
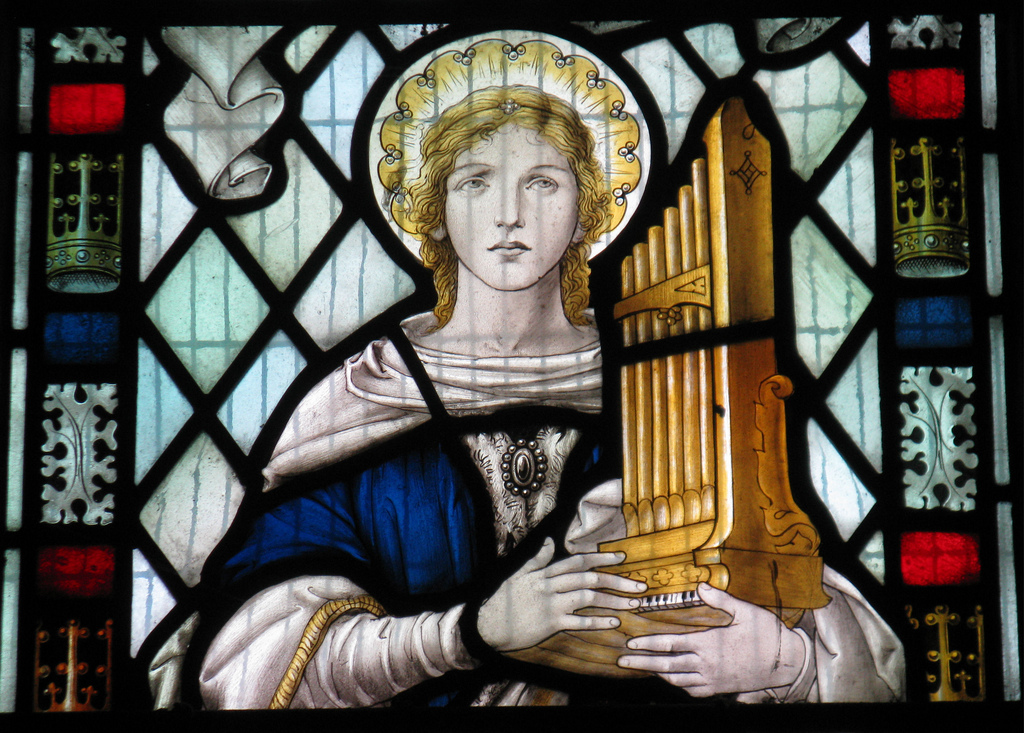